# Sarvai Papanna
Sarvai Papanna (+1710) fou un cap rebel de Telangana aixecat contra les imposicions dels governadors (subadars) mogols i considerat un rebel social amic del poble. Va iniciar la revolta als darrers anys del segle xvii al front d'una banda, més semblants a bandits que a rebels. Es va acabar apoderant de les regions de Nalgonda, Orugallu i Karimnagar; va construir els forts de Tatikonda, Shahpuram, Sarvaipet i Vemulawada i va governar durant uns 20 anys.

## Biografia
Va néixer al poble de Lingampally prop de Tatikonda al districte de Warangal. Era membre de la casta gouda, de la que se'n va separar. La seva revolta va anar dirigida també contra els grans terratinents (velames o zamindars); el van secundar en la revolta Dudekula Piru, Hasan, Kummari Govindanna, Hussain, Inam, Chakali Sarvanna i Mangali Masanna. Amb un exèrcit camperol va atacar el fort de Golconda i el va ocupar per unes hores; després va construir un fort a Sarvaipet i va començar una lluita guerrillera contra els mogols; va construir després un altre fort a Shahpuram. El fawdjdar (o fawjdar) de Kolanupaka va tenir notícies dels preparatius de Papanna i va enviar una força militar manada per Qasim Khan, al que Papanna va derrotar i matar; Aurangazeb va enviar aleshores a Rustum Dilkhan que igualment fou derrotat i mort pel cap rebel.
A la mort d'Aurangazeb el 1707, Bahadur Shah va pujar al tron de Delhi i Papanna va aprofitar el canvi de dirigent per capturar el fort de Bhuvanagiri al districte de Nalgonda i el fort de Warangal, el 1708. Va agafar tot el que va poder d'aquests forts i en va construir un de més potent a menys de 15 km de Shahpur. Els subadar musulmà, Yusuf Khan, va decidir liquidar la revola de Papanna i va enviar un exèrcit manat per Dilawar Khan, el qual es va apoderar dels forts de Shahpur i Tatikonda i va poder capturar a Papanna al que va portar davant del fawjdar de Hyderabad Yusuf Khan (+1711) que el va fer matar tallant-li el coll, penjant després el seu cap a les portes del fort d'Hyderabad i enviant el cos al sultà mogol Bahadur Shah. L'evolució es va enfonsar (1710).